# Нансін-Мару № 2
Нансін-Мару № 2 (Nanshin Maru No. 2) — транспортне судно, яке під час Другої світової війни брало участь у операціях японських збройних сил на Тихому океані.
Малий танкер «Нансін-Мару № 2» спорудили в 1943 році на верфі Harima Shipbuilding and Engineering в Айой для компанії Nanpo Yusosen.
Відомо, що танкер ніс службу в Південно-Східній Азії, так, 24 травня 1944-го він вийшов з Сінгапуру в конвої MISHI-02, що прямував до Мірі (центра нафтовидобутку на північно-західному узбережжі Борнео).
22 листопада 1944-го судно загинуло унаслідок якоїсь аварії поблизу острова Бінтан (архіпелаг Ріау південніше від Сінгапура).